# Norman Greenbaum
Pour les articles homonymes, voir Greenbaum.
Norman Greenbaum est un chanteur et auteur-compositeur américain né le 20 novembre 1942 à Malden (Massachusetts).

## Biographie
Il est principalement connu pour son succès international Spirit in the Sky, vendu à plus de deux millions d'exemplaires entre 1969 et 1970, qui fut repris ou entendu dans des longs-métrages (Contact, Sunshine Cleaning) et surtout emporté en vol vers la lune et diffusé depuis l'espace par l'équipage d'Apollo 13.
Il vit depuis longtemps à Santa Rosa en Californie.

## Discographie
- Spirit in the Sky (1969)
- Norman Greenbaum with Dr. West's Medicine Show and Junk Band (1969)
- Back Home Again (1970)
- Petaluma (1972)